# Verzorgingsplaats Keelbos
Verzorgingsplaats Keelbos is een voormalige verzorgingsplaats aan de zuidelijke rijbaan van A79.
Het woord keel is een Oud-Limburgs woord en Valkenburgs dialect voor droogdal. Het bosgebied met de naam Keelbos ligt op een plateau en grenst aan dat droogdal, hetgeen kenmerkend is voor het Limburgse heuvellandschap. Groenstructuren die grenzen aan een droogdal kregen vaker die Oud-Limburgse naam Keelbos, waardoor deze naam vaker voorkomt.
Vanwege de ligging heeft hier de verzorgingsplaats de benaming Keelbos gekregen. De verzorgingsplaats stond bekend om het fraaie uitzicht over het dal van Valkenburg.